# Norbert Weimper

Norbert Weimper (2023)

Norbert Weimper (* 1960 in Sindelfingen) ist ein deutscher Wissenschaftshistoriker, der als freier Journalist und Autor arbeitet. Er lebt in Mühlacker zwischen Stuttgart und Karlsruhe. Seine literarischen Hauptgenres sind der historische Roman (vgl. Heraklit von Ephesos – Das Sterben der Götter) und die historische Biographie von der Zeit der Sumerer über die griechische Antike bis ins Mittelalter. Neben dem Schreiben gilt sein besonderes Interesse dem Thema Künstliche Intelligenz (KI) und deren Einsatz beim Recherchieren und Schreiben von Texten.

## Leben und Wirken
Norbert Weimper wuchs in Magstadt und Herrenberg auf und schloss das Gymnasium in Herrenberg mit dem Abitur ab. An der Universität Stuttgart studierte er Geographie sowie Geschichte der Naturwissenschaften und Technik (GNT) und schloss beide Fächer mit dem Titel des Magister Artium ab. Seine Ausbildung zum Journalisten absolvierte er im Rahmen eines Volontariats bei den Tageszeitungen Stuttgarter Nachrichten und Gäubote Herrenberg. Berufsbegleitend erfolgte die Ausbildung zum Onlinemarketing Consultant (IHK).
Nach Jahren der beruflichen Tätigkeit als Redakteur und Freier Journalist war Norbert Weimper Gründer und Inhaber einer mittelständischen Agentur für Kommunikation in Pforzheim. Tätigkeitsschwerpunkte waren Pressearbeit und Onlinemarketing für namhafte Unternehmen und Bundesverbände sowie die Funktion als Verbands-Pressesprecher. Aktuell ist er im Bereich Öffentlichkeitsarbeit für das Wohnbau- und Gewerbeprojekt Ziegelhöhe der HKPE Hofkammer Projektentwicklung GmbH tätig.

## Mitgliedschaften
- Förderkreis der Schriftsteller:innen in Baden-Württemberg
- Goldstadt-Autoren e.V.
- HOMER – Historische Literatur e.V.
- Pforzheimer Kulturrat e.V.
- Historisch-Archäologischer Verein Mühlacker e.V.

## Publikationen
- Unser Landkreis Böblingen, Konrad Theiss Verlag 1991, ISBN 3-8062-0886-7
- Realteilung im Gäu, Volksbank Herrenberg 1993
- Zeiten-Spiegel: Ansichten aus dem Gäu, Volksbank Herrenberg 1993, ISBN 978-3-89264-681-5
- Herrenberg, Bildband, Stadt Herrenberg 1994, ISBN 978-3-87181-296-5
- Schlüsselfertig und massiv bauen : Hilfe für Bauinteressenten; Marktübersicht, Leistungsvergleich, Vertragsprüfung, Bonn 2000, ISBN 978-3-88835-107-5
- Heraklit von Ephesos - Das Sterben der Götter, J. S. Klotz Verlagshaus Neulingen 2023, ISBN 978-3-949763-58-8[5][6]
- Das schwarze Geheimnis von Maulbronn, Historischer Roman, Gmeiner-Verlag 2025, ISBN 978-3-8392-0853-3